# Andrés Zamora
Ernesto Andrés Zamora (* 13. April 1983 in Montevideo) ist ein uruguayischer Leichtathlet, der sich auf den Langstreckenlauf spezialisiert hat. Er ist der Sohn des ehemaligen Langstreckenläufers Nelson Zamora.

## Sportliche Laufbahn
Erste sportliche Erfolge feierte Andrés Zamora im Jahr 2004, als er beim Halbmarathon in Progreso in 1:07:05 min im Halbmarathon siegte. Bei den Straßenlauf-Weltmeisterschaften 2007 in Udine erreichte er nach 1:06:00 h Rang 67 und bei den Halbmarathon-Weltmeisterschaften 2008 in Rio de Janeiro wurde er nach 1:11:01 h 64. 2011 nahm er an den Militärweltspielen ebendort teil und schied dort mit 14:55,69 min in der Vorrunde im 5000-Meter-Lauf aus und konnte sein Rennen über 10.000 m nicht beenden. 2014 wurde er beim Tacuarembo-Halbmarathon nach 1:05:09 h Zweiter und anschließend belegte er bei den Ibero-Amerikanischen Meisterschaften in Rio de Janeiro in 14:55,62 min den siebten Platz über 5000 m. Im Jahr darauf erreichte er bei den Militärweltspielen im südkoreanischen Mungyeong in 14:34,76 min Rang zwölf über 5000 m und 2016 qualifizierte er sich beim Sevilla-Marathon für die Teilnahme im Marathonlauf für die Olympischen Sommerspiele in Rio de Janeiro, bei denen er nach 2:18:36 h auf Rang 50 landete. Zudem wurde er in dem Jahr in 1:06:00 min Dritter bei den argentinischen Halbmarathonmeisterschaften und in 1:04:44 h Zweiter beim Carrera Diario el Liberal. 2017 siegte er nach 1:06:14 h beim Villa Mercedes Halbmarathon und belegte dann in 30:11,16 min den fünften Platz bei den Südamerikameisterschaften in Luque im 10.000-Meter-Lauf und anschließend klassierte er sich bei den Weltmeisterschaften in London mit 2:16:00 h auf dem 20. Platz im Marathonlauf. Bei den Halbmarathon-Weltmeisterschaften 2018 in Valencia lief er nach 1:04:30 h auf Rang 77 ein. 2019 wurde er bei den Militärweltspielen in Wuhan in 30:28,88 min 17. über 10.000 m und 2021 belegte er bei den Südamerikameisterschaften in Guayaquil in 14:27,03 min den siebten Platz über 5000 Meter. 2022 siegte er in 1:04:55 h beim Montevideo-Halbmarathon und belegte bei den Ibero-Amerikanischen-Meisterschaften in 1:07:52 h den siebten Platz. Daraufhin gelangte er bei den Halbmarathon-Südamerikameisterschaften in Buenos Aires mit 1:03:28 h auf Rang zwölf und bei den Weltmeisterschaften in Eugene wurde er in 2:17:54 h 50 über die volle Marathondistanz. Im Oktober gewann er bei den Südamerikaspielen in Asunción in 2:17:43 h die Bronzemedaille hinter dem Ecuadorianer Christian Vásconez und Derlys Ayala aus Paraguay.
2023 gelangte er bei den Weltmeisterschaften in Budapest nach 2:20:59 h auf den 47. Platz im Marathon und kam anschließend bei den Panamerikanischen Spielen in Santiago de Chile nicht ins Ziel.
In den Jahren 2014 und 2021 wurde Zamora uruguayischer Meister im 5000-Meter-Lauf sowie 2020 über 10.000 m. 

## Persönliche Bestzeiten
- 5000 Meter: 14:21,49 min, 11. Juni 2017 in Montevideo
- 10.000 Meter: 29:25,33 min, 20. Februar 2021 in Montevideo
- Halbmarathon: 1:03:28 h, 21. August 2022 in Buenos Aires
- Marathon: 2:10:35 h, 23. April 2023 in Hamburg (uruguayischer Rekord)